# Campeonato Paranaense de Futebol de 1925
O Campeonato Paranaense de 1925 foi a 11° edição do campeonato estadual, tendo nove equipes participantes, o campeão foi pela primeira vez, o Clube Atlético Paranaense  , logo em sua segunda participação, os vices foram o Savoia Futebol Clube e o Operário Ferroviário Esporte Clube,e três jogadores foram artilheiros, Marrequinho, Staco e Emilio, realzou-se um Torneio Início com a vitória do campeão do torneio passado o Palestra Itália Futebol Clube no dia 26 de abril. 

## Clubes Participantes
| Equipe                             | Cidade       | Região                           | No ano anterior | Estádio | Capacidade | Títulos                            | Participações |
| ---------------------------------- | ------------ | -------------------------------- | --------------- | ------- | ---------- | ---------------------------------- | ------------- |
| Britânia Sport Club                | Curitiba     | Região Metropolitana de Curitiba | Quarto Lugar    | --      | --         | 6 (1918, 1919,1920,1921,1922,1923) | 11            |
| Coritiba Foot Ball Club            | Curitiba     | Região Metropolitana de Curitiba | Vice Campeão    | --      | --         | 1 (1916)                           | 11            |
| Paraná Sport Club                  | Curitiba     | Região Metropolitana de Curitiba | Oitavo Lugar    | --      | --         | 0 (não possui)                     | 8             |
| Savóia Futebol Clube               | Curitiba     | Região Metropolitana de Curitiba | Terceiro Lugar  | --      | --         | 0 (não possui)                     | 6             |
| Palestra Itália Futebol Clube      | Curitiba     | Região Metropolitana de Curitiba | Campeão         | --      | --         | 1 (1924)                           | 5             |
| Campo Alegre Esporte Clube         | Curitiba     | Região Metropolitana de Curitiba | Sexto Lugar     | --      | --         | 0 (não possui)                     | 4             |
| Operário Ferroviário Esporte Clube | Ponta Grossa | Microrregião de Ponta Grossa     | Vice Campeão    | --      | --         | 0 (não possui)                     | 3             |
| Universal Esporte Clube            | Curitiba     | Região Metropolitana de Curitiba | Sétimo Lugar    | --      | --         | 0 (não possui)                     | 3             |
| Clube Atlético Paranaense          | Curitiba     | Região Metropolitana de Curitiba | Quinto Lugar    | --      | --         | 0 (não possui)                     | 1             |

- 1° Lugar Clube Atlético Paranaense
- 2° Lugar Savoia Futebol Clube
- 2° Lugar Operário Ferroviário Esporte Clube
- 3° Lugar Coritiba Foot Ball Club
- 4° Lugar Britânia Sport Club
- 5° Lugar Palestra Itália Futebol Clube
- 6° Lugar Paraná Sport Club
- 7° Lugar Campo Alegre Esporte Clube
- 8° Lugar Universal Esporte Clube

## Regulamento
1° Turno - as oito equipes da capital se enfrentam em turno único com a classifição dos quatro primeiros
2° Turno - Quadragunlar final em turno único
3° Turno - como houve empate em 16 pontos para Atlético e Savoia, houve jogos extras, com vitória do Atlético.
Decisão entre os clubes de Curitiba e Ponta Grossa, Clube Atlético Paranaense e Operário Ferroviário Esporte Clube 

## Campeão
| Campeonato Paranaense de 1925       |
| ----------------------------------- |
| Clube Atlético Paranaense 1° Título |